# Quique Martín
Enrique Martín Navarro (Valladolid, 3 giugno 1925 – Valencia, 12 aprile 2016) è stato un calciatore e allenatore di calcio spagnolo, di ruolo portiere.

## Palmarès

### Club

#### Competizioni nazionali
- Campionato spagnolo: 3

Barcellona: 1944-1945, 1947-1948, 1948-1949
- Coppa di Spagna: 1

Valencia: 1954